# 12 février 1917
Le lundi 12 février 1917 est le 43e jour de l'année 1917.

## Naissances
- Alexandre Chichkine (mort le 21 juillet 1949), aviateur soviétique
- Denise Prêcheur (morte le 3 novembre 1966), actrice française
- Luc Andrieux (mort le 26 novembre 1977), acteur français
- Juanita Cruz (morte le 18 mai 1981), torera espagnole
- Douglas Buxton (mort le 4 juillet 1984), skipper australien
- Joseph Wresinski (mort le 14 février 1988), prêtre diocésain français, fondateur du Mouvement des droits de l'homme ATD Quart Monde
- Münevver Andaç (morte en 1998), traductrice franco-turque
- Guy Cudell (mort le 16 mai 1999), homme politique belge
- Jules Paressant (mort le 20 août 2001), peintre et sculpteur français
- Dom DiMaggio (en) (mort le 8 mai 2009), joueur de baseball américain
- Al Cervi (mort le 9 novembre 2009), joueur et entraîneur américain de basket-ball

## Décès
- Charles Brunellière (né le 22 octobre 1847), armateur et homme politique français
- Édouard-Émile Saladin (né le 12 août 1856), ingénieur pluridisciplinaire français